# Banco Bilbao Vizcaya Argentaria
Banco Bilbao Vizcaya Argentaria, S.A. (BBVA) (spanskt uttal: [ˈbaŋko βilˈβao βiθˈkaʝa arxenˈtaɾja] är en multinationell spansk bank, med huvudsäte i Bilbao. Bankgruppen grundades av en fusion av bankerna Banco Bilbao Vizcaya och Argentaria år 1999.